# Tony Cox
Joseph Anthony "Tony" Cox (Manhattan, 31 de maio de 1958) é um ator norte-americano, conhecido pelos papéis em Beetlejuice, Me, Myself & Irene, Date Movie, Epic Movie e Disaster Movie. Também é lembrado pelo papel de Ewok em Retorno do Jedi.
Ele também apareceu nos videoclipes "From tha Chuuuch to da Palace", do Snoop Dogg, e "Just Lose It, do Eminem.